# Monte Supecane
O monte Supecane (em turco: Süphan Dağı; em armênio: Սուփխան լեռ; romaniz.: Supxan leṙ)[a] é um estratovulcão localizado no leste da Turquia, imediatamente ao norte do lago de Vã. É o segundo vulcão mais alto da Turquia, com uma elevação de 4 058 metros (13 314 pés), e tem a terceira maior proeminência do planalto Armênio, depois do monte Ararate (5 137 metros) e do monte Aragats (4 090 metros).

## Características
O monte é cônico e tem uma cobertura de neve permanente. Sua cratera tem 150 metros de profundidade, de onde são emitidos vapores sulfurosos. Tem dois picos, leste e oeste, separados por uma bacia de 1,5 quilômetro de largura; há dois pequenos lagos nesta bacia. O cume oriental é muito maior em área e consiste numa ampla plataforma coberta de neve de picos de rocha nua semelhantes a marcos. Daqui, toda a costa norte do lago de Vã é visível, junto com o monte Ararate, a planície do rio Murate e até mesmo o monte Palandoquene ao sul de Erzurum.
O cume ocidental menor tem campos de pedras de lava. Uma crista estreita conecta os dois. Todos os lados são marcados por "costelas" de lava. Suas encostas são bastante suaves em todos os lados, exceto no norte. Elas se estendem até Manzicerta no norte, o lago de Vã no sul, Adiljevaz no leste e Erjixe no oeste. Delas, fluem as nascentes de vários rios e riachos que irrigam as terras férteis ao redor. Existem lagoas pequenas e rasas no fundo. Da primavera ao final do outono, é coberto com vegetação densa e florida, o que atrai os pastores das áreas circundantes.

## História
Alguns estudiosos o relacionam com o monte Uizucu (Uizuku) citado em fontes assírias. A tradição religiosa armênia também afirma que pode ser o local onde a Arca de Noé parou. Os restos do pequeno forte urartiano de Quefe estão localizados na encosta sudoeste a uma altura de 2 400 metros. Provavelmente nunca foi pretendido que houvesse uma guarnição permanente e era principalmente para manter os grupos nômades locais sob controle. Hoje, existem algumas pequenas aldeias ao longo das encostas mais baixas da montanha. Cerca de 1,5 quilômetro a oeste da aldeia de Harmantepe (antiga Norsunchuque) há um cemitério com urnas que podem ter contido restos cremados.

## Nota
[a] ^ Dada a relevância regional desse vulcão, foi referido por inúmeros nomes e variantes, sobretudo nos textos históricos armênios: Siupecã (em armênio: Սեպուհ, Syupxan), Sipane (em curdo: Sîpanê), Sipã (Սիփան / Ծիպան, Sipan / Cipan), Supã (Սուփան, Supan), Sepu (Սեպուհ, Sepuh), Massiase (Մասյաց, Masyac), Neque Massique (Նեխ Մասիկ / Մասիք, Nex Masik / Masikʼ), Neque Massis (Նեխ Մասիս, Nex Masis) ou Segundo Massis (Երկրորդ, Yerkrord Masis). Foi chamado "Segundo Massis" em referência ao monte Ararate, o "[Primeiro] Massis".